# Grande Prêmio da Espanha de 1974
Resultados do Grande Prêmio da Espanha de Fórmula 1 realizado em Jarama em 28 de abril de 1974. Quarta etapa da temporada, foi vencido pelo austríaco Niki Lauda.

## Classificação da prova
| Pos | Nº | Piloto               | Construtor        | Voltas | Tempo/Diferença   | Grid | Pontos |
| --- | -- | -------------------- | ----------------- | ------ | ----------------- | ---- | ------ |
| 1   | 12 | Niki Lauda           | Ferrari           | 84     | 2:00:29.56        | 1    | 9      |
| 2   | 11 | Clay Regazzoni       | Ferrari           | 84     | + 35.61           | 3    | 6      |
| 3   | 5  | Emerson Fittipaldi   | McLaren-Ford      | 83     | + 1 volta         | 4    | 4      |
| 4   | 9  | Hans-Joachim Stuck   | March-Ford        | 82     | + 2 voltas        | 13   | 3      |
| 5   | 3  | Jody Scheckter       | Tyrrell-Ford      | 82     | + 2 voltas        | 9    | 2      |
| 6   | 6  | Denny Hulme          | McLaren-Ford      | 82     | + 2 voltas        | 8    | 1      |
| 7   | 16 | Brian Redman         | Shadow-Ford       | 81     | + 3 voltas        | 21   |        |
| 8   | 4  | Patrick Depailler    | Tyrrell-Ford      | 81     | + 3 voltas        | 16   |        |
| 9   | 33 | Mike Hailwood        | McLaren-Ford      | 81     | + 3 voltas        | 17   |        |
| 10  | 24 | James Hunt           | Hesketh-Ford      | 81     | + 3 voltas        | 10   |        |
| 11  | 28 | John Watson          | Brabham-Ford      | 80     | + 4 voltas        | 15   |        |
| 12  | 15 | Henri Pescarolo      | BRM               | 80     | + 4 voltas        | 20   |        |
| 13  | 18 | José Carlos Pace     | Surtees-Ford      | 78     | + 6 voltas        | 14   |        |
| 14  | 23 | Tim Schenken         | Trojan-Ford       | 76     | Spun Off          | 25   |        |
| NC  | 17 | Jean-Pierre Jarier   | Shadow-Ford       | 73     | + 11 voltas       | 12   |        |
| Ret | 26 | Graham Hill          | Lola-Ford         | 43     | Motor             | 19   |        |
| Ret | 20 | Arturo Merzario      | Iso-Marlboro-Ford | 37     | Acidente          | 7    |        |
| Ret | 19 | Jochen Mass          | Surtees-Ford      | 35     | Câmbio            | 18   |        |
| Ret | 37 | François Migault     | BRM               | 27     | Motor             | 22   |        |
| Ret | 2  | Jacky Ickx           | Lotus-Ford        | 26     | Freios            | 5    |        |
| Ret | 1  | Ronnie Peterson      | Lotus-Ford        | 23     | Motor             | 2    |        |
| Ret | 30 | Chris Amon           | Amon-Ford         | 22     | Freios            | 23   |        |
| Ret | 8  | Rikky von Opel       | Brabham-Ford      | 14     | Vazamento de óleo | 24   |        |
| Ret | 7  | Carlos Reutemann     | Brabham-Ford      | 12     | Spun Off          | 6    |        |
| Ret | 14 | Jean-Pierre Beltoise | BRM               | 2      | Motor             | 11   |        |
| DNQ | 27 | Guy Edwards          | Lola-Ford         |        |                   |      |        |
| DNQ | 21 | Tom Belsø            | Iso-Marlboro-Ford |        |                   |      |        |
| WD  | 25 | Silvio Moser         | Brabham-Ford      |        |                   |      |        |
| WD  | 29 | Jorge de Bagration   | Surtees-Ford      |        |                   |      |        |

## Tabela do campeonato após a corrida
| Pos. | Piloto             | Pontos |
| ---- | ------------------ | ------ |
| 1    | Clay Regazzoni     | 16     |
| 2    | Niki Lauda         | 15     |
| 3    | Emerson Fittipaldi | 13     |
| 4    | Denny Hulme        | 10     |
| 5    | Carlos Reutemann   | 9      |

| Pos. | Construtor   | Pontos |
| ---- | ------------ | ------ |
| 1    | McLaren-Ford | 26     |
| 2    | Ferrari      | 21     |
| 3    | Brabham-Ford | 9      |
| 4    | BRM          | 8      |
| 5    | Tyrrell-Ford | 6      |

- Nota: Somente as primeiras cinco posições estão listadas. Em 1974 os pilotos computariam sete resultados nas oito primeiras corridas do ano e seis nas últimas sete. Neste ponto esclarecemos: na tabela dos construtores figurava somente o melhor colocado dentre os carros do mesmo time.